# Bojan Kostreš
Bojan Kostreš, cyr. Бојан Костреш (ur. 25 sierpnia 1974 w Ečce) – serbski polityk, poseł do Zgromadzenia Narodowego, w latach 2004–2008 przewodniczący parlamentu Wojwodiny.

## Życiorys
Ukończył szkołę średnią w Zrenjaninie, następnie studia biznesowe. W 1992 wstąpił do Ligi Socjaldemokratów Wojwodiny (LSV), organizował miejski komitet partii w Zrenjaninie. Obejmował stanowiska sekretarza generalnego i wiceprzewodniczącego LSV. W latach 1996–2000 był radnym miejskim, aktywnie uczestniczył w antyrządowych protestach na rzecz uznania wyników wyborów. W latach 2000–2003 po raz pierwszy zasiadał w serbskiej Skupsztinie. Od 2004 do 2008 pełnił funkcję przewodniczącego Zgromadzenia Wojwodiny. W 2008, 2012 i 2014 ponownie wybierany do Zgromadzenia Narodowego.
W 2022 zastąpił Nenada Čanaka na funkcji przewodniczącego LSV.